# واهی، شهرستان تارتو
واهی (به لاتین: Vahi) یک منطقهٔ مسکونی در استونی است که در دهستان تارتو واقع شده‌است. واهی ۱٬۶۲۰ نفر جمعیت دارد.